# Eilana Lappalainen
Eilana Lappalainen – fińsko-kanadyjska śpiewaczka operowa, posiadająca sopran dramatyczny.
W swoim repertuarze ma ponad trzydzieści głównych partii lirycznych (Mimi w Cyganerii, Fiordiligi w Così fan tutte, Rosina w Cyruliku sewilskim, Liu w Turandot) i dramatycznych (Senta w Holendrze tułaczu, Jenufa, Lulu, Chryzotemis w „Elektrze”). Największą sławę śpiewaczka zdobyła dzięki tytułowej roli w operze „Salome” Richarda Straussa. Jest przykładem rzadko występujących razem doskonałych predyspozycji wokalnych, kondycji fizycznej i atrakcyjnej aparycji, dzięki czemu jest jedną z niewielu śpiewaczek (m.in. Kelly Cae Hogan, Sylvie Valayre, Karita Mattila), które wykonują w operze Straussa Taniec Siedmiu Zasłon, zakończony striptizem. Śpiewaczka występowała w Polsce właśnie w „Salome”, jako Abigaile w „Nabucco” Verdiego (Teatr Wielki – Opera Narodowa) oraz jako Santuzza w koncertowym wykonaniu „Rycerskości wieśniaczej” Mascagniego (Filharmonia Śląska, Filharmonia Białostocka).
Na stałe mieszka w Niemczech.